# Ultima Online: Third Dawn
Ultima Online: Third Dawn est la troisième extension du MMORPG Ultima Online publiée le 26 mars 2001 par la compagnie EA Games. Cette extension apporte un nouveau client, permettant le passage de la 2D à la 3D. La présence de nombreux éléments 2D dans les décors empêche cependant l'usage de rotations.